# St. Blasius und St. Elisabeth (Niederklein)

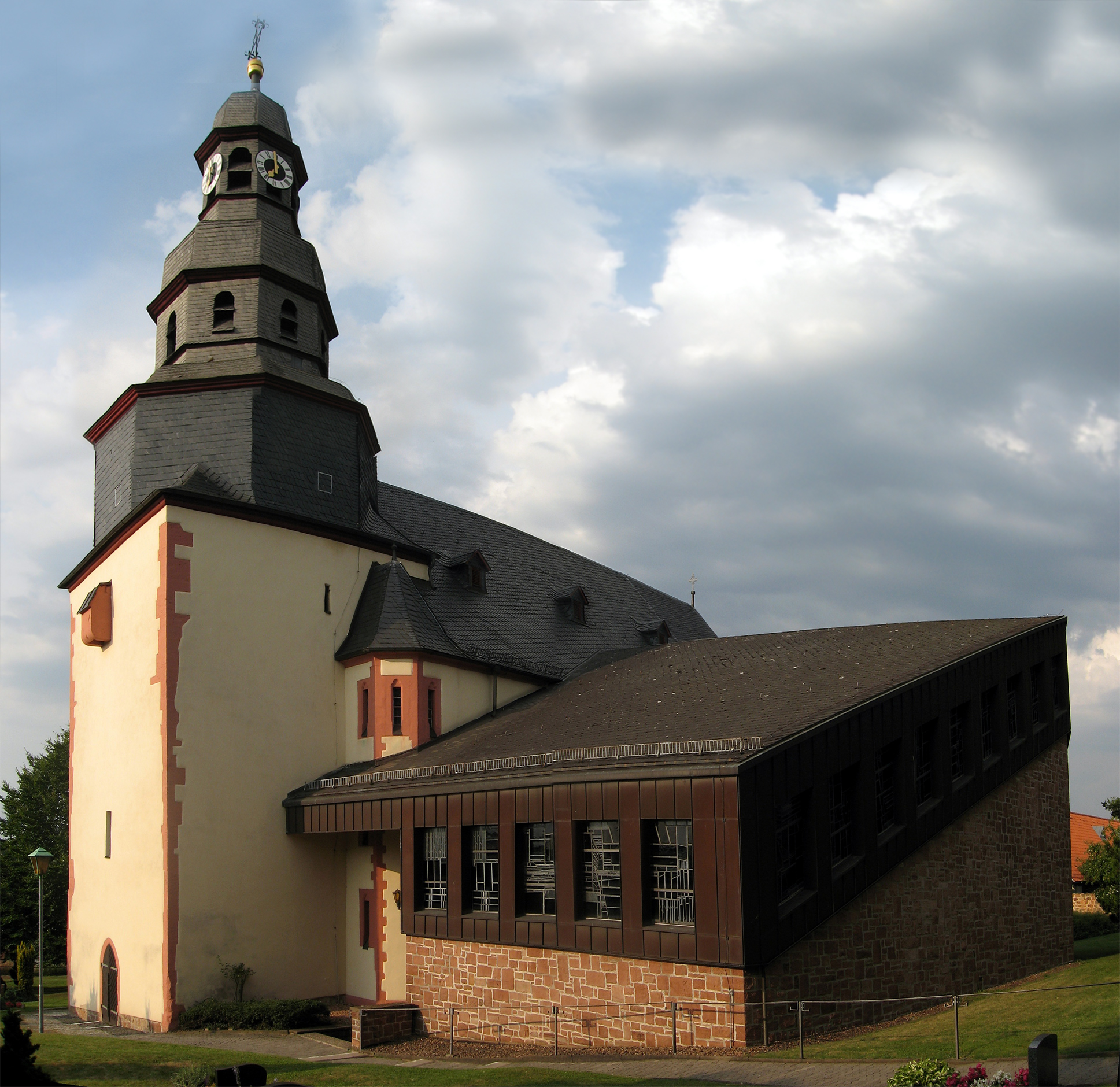
St. Blasius und St. Elisabeth (Niederklein)

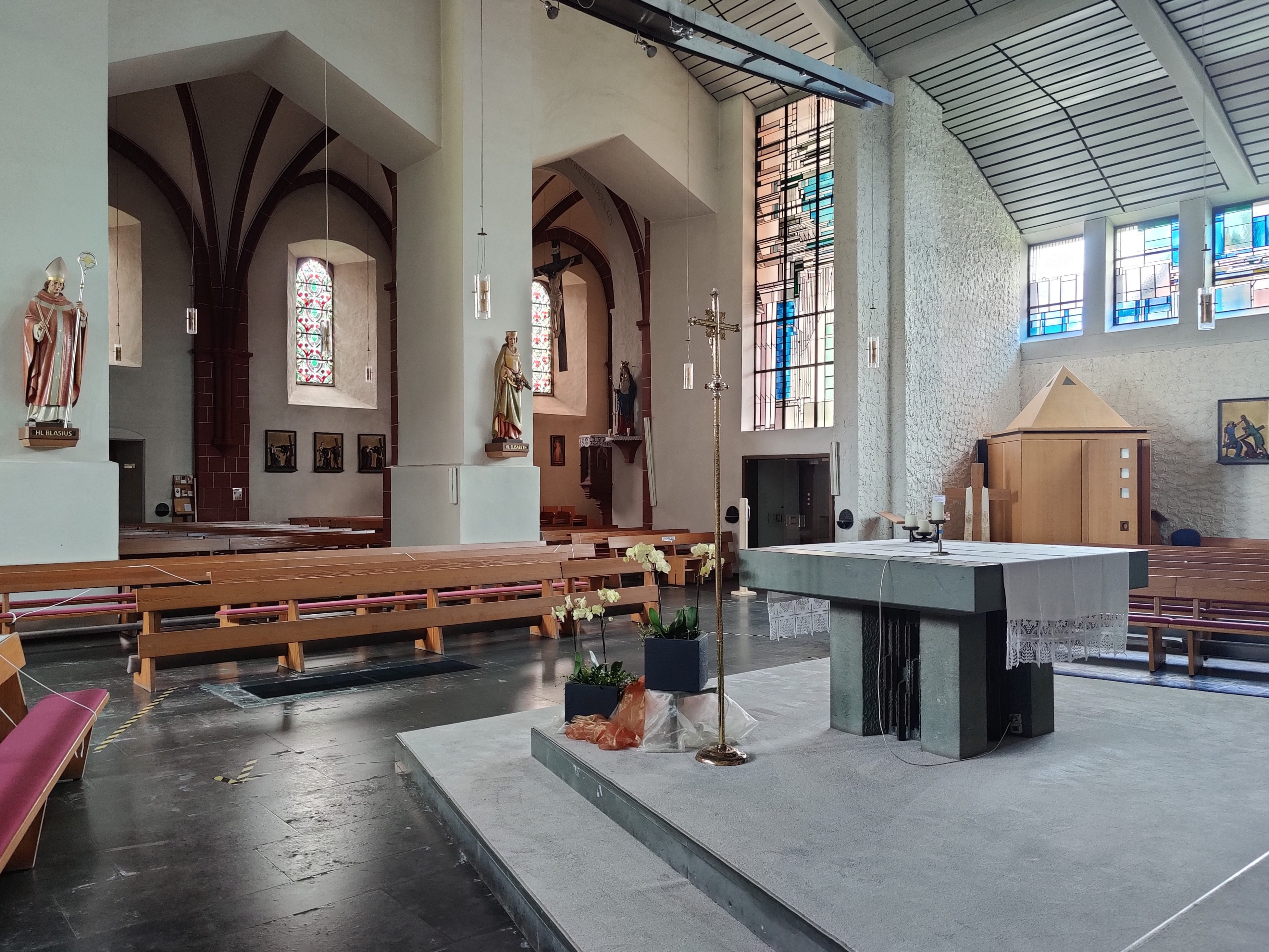
Innenraum (2021)

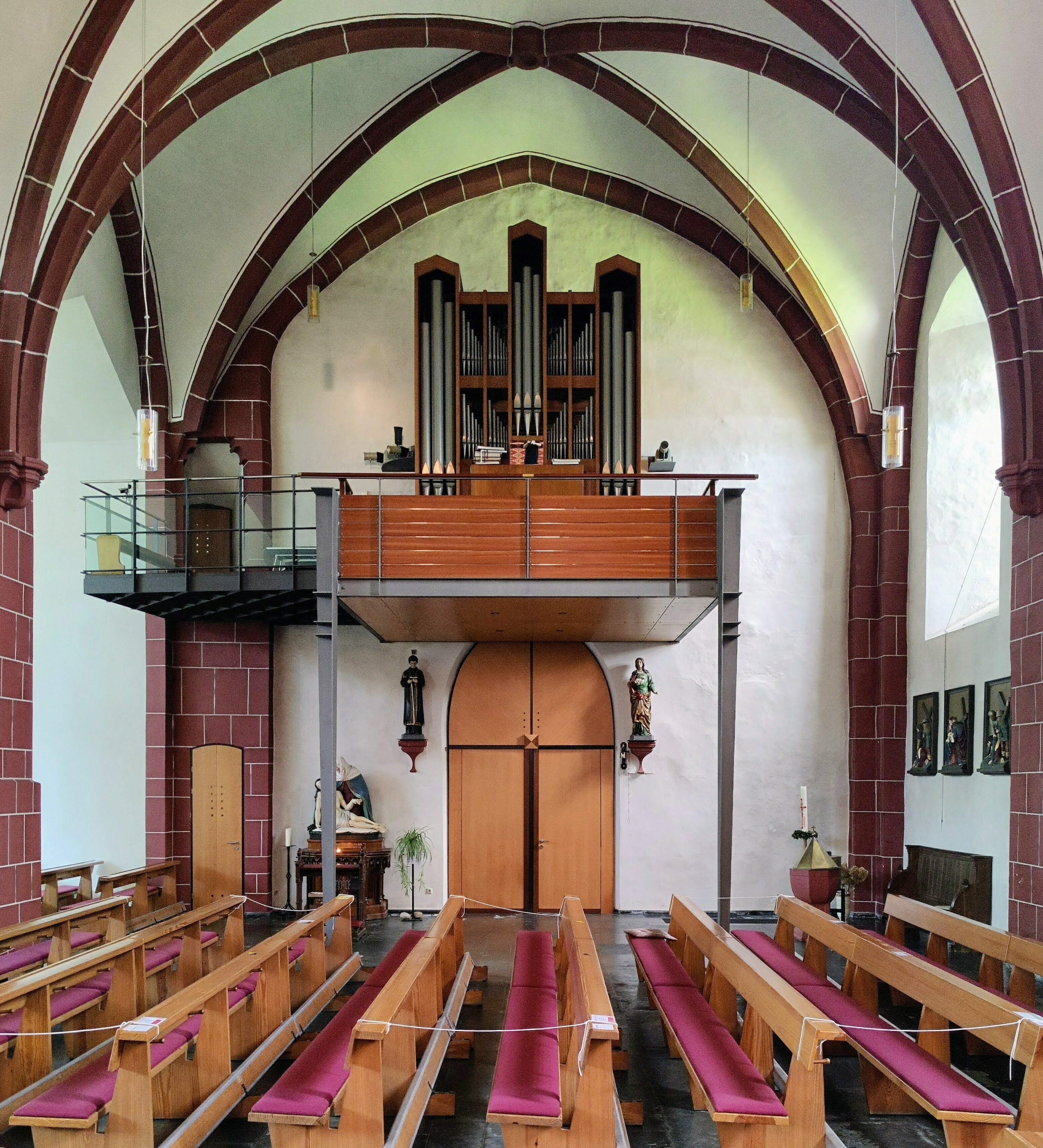
Orgel

Die römisch-katholische Pfarrkirche St. Blasius und St. Elisabeth ist ein denkmalgeschütztes Kirchengebäude, das in Niederklein steht, einem Ortsteil der Gemeinde Stadtallendorf im Landkreis Marburg-Biedenkopf in Hessen. Die Kirche gehört zur Pfarrei Heilig Geist, welche den Pastoralverbund Maria Bild Stadtallendorf-Neustadt mit 2 weiteren Pfarreien im Dekanat Marburg-Amöneburg des Bistums Fulda bildet.

## Beschreibung
In einer Urkunde aus dem Jahr 917/918 wird bereits eine Kirche erwähnt, bei der es sich um eine Wehrkirche handelte, wie in einem Wehrerker und den Schießscharten am Kirchturm zu erkennen ist. Am 18. September 1697 brannte der gesamte Ort ab; von der Kirche blieb nur das Gemäuer des Turmes erhalten. 1701 wurde mit dem Wiederaufbau im barocken Baustil begonnen. Die wieder aufgebaute Kirche wurde am 8. Juli 1706 unter das Patronat des Blasius von Sebaste gestellt. Der Turm erhielt 1715 eine dreifach gestufte barocke Haube. 1736 wurde das Patrozinium auf die heilige Elisabeth von Thüringen ausgedehnt. 
An das Langhaus der Saalkirche schließt sich im Osten ein schmalerer, dreiseitig geschlossener Chor an. 1886/1887 wurde eine Renovierung nach den Plänen von Hugo Schneider vorgenommen und die Kirche neugotisch ausgestattet. So wurde unter die Holzbalkendecke aus dem 18. Jahrhundert ein neugotisches Gewölbe eingezogen. Auch der Hochaltar wurde von Hugo Schneider gestaltet. Von der alten Kirchenausstattung blieben das Taufbecken von 1716 und das Kruzifix aus dem 15. Jahrhundert im Chorbogen erhalten. 
Durch die steigenden Einwohnerzahlen war die Kirche für die zahlreichen Besucher der Gottesdienste nicht mehr ausreichend. Deshalb wurde das Langhaus 1971 durch einen Anbau nach Süden erweitert. Bei diesem Umbau musste die Empore abgebrochen werden. Für sie wurde über dem alten Eingang eine neue Empore aus Beton errichtet. Diese wurde bei den Renovierungsarbeiten 1997 wieder abgebrochen. Die Sakristei wurde in das Erdgeschoss des Turmes verlegt. Die Orgel mit 17 Registern, 2 Manualen und Pedal wurde 1973 von Bernhard Schmidt gebaut.